# Dama de Cádiz
La Dama de Cádiz es la denominación museística de un sarcófago antropomorfo femenino datado del 480 a. C. Es de época fenicia hallado en Cádiz, la más importante de las colonias fenicias de la península ibérica (Gadir). Se trata de uno de los dos sarcófagos fenicios hallado en España, ambos se encuentran expuestos en el Museo de Cádiz. Recientes investigaciones ponen de manifiesto que la persona que reposaba en el sarcófago se trataba de un hombre robusto de unos 45-50 años de edad.

## Historia

### Antecedentes: sarcófago masculino
El 30 de mayo de 1887, en la necrópolis de la Punta de la Vaca, aproximadamente a un kilómetro de distancia del punto del hallazgo del sarcófago femenino excavado un siglo después, fue hallado de manera fortuita, el sarcófago antropoide del hombre barbado, hasta entonces la mejor representación de la presencia fenicia sobre suelo español. El descubrimiento de la necrópolis y, especialmente, del sarcófago, llevó como consecuencia la creación de la sección arqueológica del Museo de Cádiz.

### Descubrimiento de laDama
Pelayo Quintero Atauri, arqueólogo proveniente de Uclés, fue nombrado director del Museo de Bellas Artes de Cádiz (actual Museo de Cádiz) y su teoría consistía en que si se había encontrado un sarcófago masculino, debía haber otro femenino. Dedicó buena parte de su vida a buscar el mismo, aunque murió sin poder encontrarlo. La sorpresa mayúscula llegó cuando, un siglo después, la Dama de Cádiz se encontró justo debajo de una palmera de la antigua casa de Quintero Atauri.

«Quintero Atauri tuvo, en fin, un sueño, pero nunca supo que dormía sobre ese sueño.. Jamás se nos ocurre mirar la tierra que pisamos cada día de nuestra existencia, aunque la mayoría de las veces esa tierra pisoteada es el único tesoro accesible: un lugar insignificante en el universo»
Felipe Benítez Reyes, Mercado de Espejismos

El 26 de septiembre de 1980, en el curso de unas obras de excavación destinadas a la colocación de cimientos para una nueva construcción en la gaditana calle de Ruiz de Alda, fue hallado el más antiguo y valioso sarcófago fenicio de los que ahora conserva el Museo Provincial de Cádiz. El hecho se produjo cuando la excavadora chocó contra el mármol, extrayendo el operario uno de los huesos e informando automáticamente a las autoridades al percatarse del hallazgo. Ramón Corzo Sánchez, el entonces director del Museo de Cádiz se hizo cargo del sarcófago, rellenándolo con arena para preservar los restos, para más tarde trasladarlo al museo. El arqueólogo y posterior director del museo Antonio Álvarez fue el encargado de la restauración del mismo para su exhibición.

## Descripción
La Dama de Cádiz representa a una mujer joven de serena belleza excepcionalmente tallada sobre el mármol. Tanto el sarcófago masculino como el femenino se realizaron en la ciudad fenicia de Sidón, inspirados en las formas de enterramiento egipcias y ejecutados materialmente por artistas griegos, que aportan señalados materiales de conocimiento de las costumbres vitales del pueblo fenicio, tanto en su centro físico de origen como a lo largo de la totalidad de su expansión mediterránea. El hecho de que tallas de esta envergadura fuesen realizadas a miles de kilómetros del lugar donde fueron halladas habla por sí mismo tanto de los usos mantenidos por el pueblo fenicio como de la misma importancia adquirida por la ciudad de Cádiz como centro neurálgico de su presencia en el punto más occidental del continente.
Conserva esta figura restos matizados de los colores con los que los tallistas del otro extremo del Mediterráneo animaban la blancura del mármol utilizado como materia a esculpir. De tamaño mucho mayor que el natural, como es común en esta especie de tallas de finalidad funeraria, la escultura que ya ha pasado a ser denominada Dama fenicia de Cádiz puede ser considerada con absoluta seguridad como una de las más antiguas en su clase. Su realización se sitúa alrededor del año 470 a. C, fecha temprana en relación con las demás obras similares que conservan algunos museos del mundo. El ajuar es bastante discreto, ya que la sociedad fenicio-gaditana no mostraba su estatus social a través de la joyería.